# Lydia Rilling
Lydia Rilling (geboren 1980) ist eine deutsche Musikwissenschaftlerin mit dem Schwerpunkt zeitgenössische Musik und Musiktheater. 2022 übernahm sie die künstlerische Leitung der Donaueschinger Musiktage.

## Berufliche Entwicklung
Lydia Rilling studierte Musikwissenschaft sowie allgemeine und vergleichende Literaturwissenschaft in Berlin, Paris und St. Louis und war Gastdozentin an der Columbia University in New York. 
2005 bis 2016 war sie als Autorin, Moderatorin und Journalistin unter anderem für den Südwestrundfunk und die Berliner Festspiele tätig. Von 2011 bis 2016 lehrte und forschte sie als Musikwissenschaftlerin an der Universität Potsdam. 2015 co-kuratierte sie das Programm Thinking Together des Festivals MaerzMusik.
2016 wurde sie Chefdramaturgin an der Philharmonie Luxembourg, wo sie die Programmierung der zeitgenössischen Musik einschließlich des Festivals rainy days verantwortete.
Zum 1. März 2022 übernahm mit Rilling erstmals eine Frau die künstlerische Leitung der Donaueschinger Musiktage.